# Alticola barakshin
Alticola barakshin es una especie de roedor de la familia Cricetidae.

## Distribución geográfica
Se encuentra en China, Mongolia y la Federación de Rusia. 